# Ouragan Nicole (2016)
Pour les articles homonymes, voir Cyclone tropical Nicole.
L’ouragan Nicole est le quinzième cyclone tropical de la saison 2016 dans l'Atlantique nord, le quatorzième à recevoir un nom, le sixième à atteindre le niveau d'ouragan et le troisième à devenir un ouragan majeur (catégorie 3 et plus de l'échelle de Saffir-Simpson). Débutant comme un amas disparate d'orages à l'est des Petites Antilles le 1er octobre, il lui faudra attendre le 6 octobre pour passer au niveau d'ouragan à cause de la présence de l'ouragan Matthew plus à l'ouest. 
Nicole redescend même brièvement au niveau de tempête tropicale le 7 octobre mais le 9 octobre, elle a une chance de se redévelopper au sud des Bermudes quand Matthew se fusionne avec une dépression remontant vers les provinces de l'Atlantique du Canada. Elle atteint alors rapidement la catégorie 4 et se dirige vers l'archipel qu'elle frappe le 13 octobre à la catégorie 3. S'éloignant ensuite vers le nord-est, Nicole maintient son statut d'ouragan, même dans des conditions adverses, jusqu'à un millier de kilomètres au sud-est de Terre-Neuve. Après son passage à une dépression extra-tropicale, elle se joindra finalement à un système des latitudes moyennes, sortant du Labrador le 18 octobre, pour aller donner une importante tempête sur la côte est du Groenland. 

## Évolution météorologique
Nicole débuta comme une zone disparate de nuages convectifs sous une onde tropicale bien à l'est des petites Antilles le 1er octobre. Ce n'est que le 4 octobre au matin qu'il est devenu une tempête tropicale à 705 km au sud des Bermudes. Affectée par un cisaillement important des vents en altitude causé par l'ouragan Matthew, Nicole se dirigea lentement vers le nord-ouest. Malgré tout le système est devenu un ouragan de catégorie 1 en après-midi du 6 octobre.
Le 7 octobre à 3 h UTC, l'ouragan est passé à la catégorie 2 à 545 km au sud des Bermudes et s'est mis à faire une boucle au sud de cette position au cours des jours suivants. Déjà en fin de matinée le même jour, Nicole était redevenue une tempête tropicale. Le 10 octobre au matin, libérée de l'influence de Matthew, le système à 810 km au sud des Bermudes a commencé à se diriger lentement vers le nord.
Le système est redevenu un ouragan de catégorie 1 le lendemain après-midi à 575 km au sud-sud-ouest de l'archipel et des avertissements d'ouragan furent alors émis pour ce territoire. Le 12 octobre, Nicole est repassé à la catégorie 2. Le 12 octobre, Nicole augmenta encore en intensité et devint un ouragan de catégorie 4 en soirée à 290 km au sud-sud-ouest des Bermudes, ce qui en fait le troisième ouragan majeur de la saison.
Le 13 octobre à 15 h UTC, le National Hurricane Center rapporta que le centre de l’œil de 25 milles marins (46 km) de largeur de Nicole passait juste à l'est de l'île principale des Bermudes. Il était alors redescendu à la catégorie 3 de l'échelle de Saffir-Simpson mais ses vents soutenus étaient quand même de 195 km/h.
Nicole s'éloigna ensuite vers le nord-est tout en diminuant très lentement d'intensité. Malgré un cisaillement important des vents en altitude et une température de la mer en diminution, l'ouragan ne redescendit au niveau de tempête tropicale que le 15 octobre à 3 h UTC. Cependant, à 15 h UTC, le système était redevenu un ouragan de catégorie 1 à 885 km au sud-sud-est de Cap Race (Terre-Neuve). Plus tard en journée, l'ouragan commença à exhiber une nature hybride : la forme de ses nuages ayant l'apparence d'une virgule comme dans une dépression extratropicale frontale mais avec une zone centrale chaude comme pour un cyclone tropical.
Le 17 octobre, l'ouragan est passé à plus de 900 km à l'est de Terre-Neuve et est descendu au niveau de tempête tropicale en soirée. Nicole est finalement devenu post-tropical le lendemain matin en passant sur des eaux beaucoup plus froides. Cette dépression, encore très intense, s'est jointe par la suite à une autre sortant dans la mer du Labrador pour se diriger vers la côte est du Groenland. Ces deux entités formèrent ensemble en une importante tempête.

## Impacts
Même si Nicole était loin de toutes terres avant le 13 octobre, les vagues et la houle générées par le système, dérivant entre les Antilles et les Bermudes, affectèrent plusieurs jours ces côtes éloignées. Un surfeur de 37 ans, Gabriel Pantoja, fut d'ailleurs déclaré disparu à Porto Rico le 11 octobre.
À l'approche de Nicole, le Royal Bermuda Regiment mit en alerte un contingent de 140 soldats afin de pouvoir passer à l'action dès que la tempête serait passée : quatre équipes d'intervention immédiate en poste à Warwick Camp et une autre basée à Saint George's pour couvrir la partie est. Le 12 octobre, le gouvernement des Bermudes ordonna la fermeture des écoles et des bureaux gouvernementaux, alors que le vent et la pluie s’intensifiaient. Les épiceries furent prises d’assaut et la population finit les derniers préparatifs avant l'arrivée de l'ouragan. Plusieurs transporteurs aériens, annulèrent leurs vols à destination des Bermudes et les navires de croisières furent détournés de l'archipel. Le pont-jetée (Clauseway) entre l'île Saint David, où se trouve l'aéroport international, et l'île principale fut fermé à la circulation par mesure préventive.
Le site de poursuite de tirs balistiques situés aux Bermudes étant affecté par le mauvais temps, la NASA retarda le lancement d'une fusée de ravitaillement vers la station spatiale internationale qui devait avoir lieu à partir du centre de Wallops Flight Facility. Cette mission, Cygnus CRS OA-5, fut déjà retardée par l'ouragan Matthew quelques jours plus tôt.
Le 13 octobre, l'aéroport international L.F. Wade enregistra des rafales de l'est à 90 nœuds (167 km/h) durant l'heure précédant le passage de l’œil de Nicole. Durant les deux heures suivantes, les vents sont successivement passés au nord à 22 km/h, puis au secteur ouest à 98 km/h avec des rafales à 139 km/h démontrant que la station avait traversé l’œil lui-même. Une station météorologique automatique sur l'île Pearl enregistra les vents soutenus les plus forts à 141 km/h et des rafales à 191 km/h.
Les vents et la pluie causèrent l'effondrement de murs et des routes, souffla de nombreux  toits et arbres, fracassa des bateaux contre les rochers et inonda de nombreuses maisons et routes. Le pont-jetée (le Causeway) restera fermé jusqu'au lendemain du passage de Nicole selon l'Organisation des mesures d'urgence. De nombreuses lignes électriques furent abattus ce qui fit perdre l'électricité à 85 à 90 % des habitants des Bermudes. Selon un porte-parole du Centre des opérations maritimes, aucun incident majeur n'eut lieu au cours de la tempête mais plusieurs balises de détresse se sont déclenchées indiquant que les navires sans équipage étaient soit coulés ou sur les rochers. Heureusement, aucune perte de vie ni aucun blessé grave ne furent signalés.
Même si Nicole s'est ensuite dirigée vers le milieu de l'Atlantique nord, loin des terres, sa forte houle affecta les côtes américaines, canadiennes et bermudiennes durant plusieurs jours.